# Tim DeZarn
Timothy Joseph „Tim“ DeZarn (* 11. Juli 1952 in Cincinnati, Ohio) ist ein US-amerikanischer Schauspieler.

## Leben
Tim DeZarn besuchte eine katholische Schule im Anderson Township in Ohio. Er spielte erstmals 1986 in der US-amerikanischen Fernsehserie Der Equalizer mit. Sein Schaffen umfasst mittlerweile mehr als 100 Film- und Fernsehproduktionen.
DeZarn lebt mit seiner Frau und seiner Tochter in Los Angeles. Sein 18-jähriger Sohn Travis wurde 2007 bei einem Autounfall getötet.

## Filmografie (Auswahl)
- 1986: Der Equalizer (Fernsehserie)
- 1989: Das Bankentrio
- 1991: Zurück in die Vergangenheit (Fernsehserie)
- 1992: South Central – In den Straßen von L.A. (South Central)
- 1993: Dr. Quinn – Ärztin aus Leidenschaft (Fernsehserie)
- 1993: Raumschiff Enterprise – Das nächste Jahrhundert (Fernsehserie)
- 1995–2001: Star Trek: Raumschiff Voyager (Fernsehserie; 2 Folgen)
- 1996: Pacific Blue – Die Strandpolizei (Fernsehserie)
- 1997: X-Factor: Das Unfassbare (Fernsehserie)
- 1997: Wunden der Vergangenheit
- 1999: Star Trek: Deep Space Nine (Fernsehserie)
- 2001: Eine Nacht bei McCool’s
- 2002: Spider-Man
- 2006: Texas Chainsaw Massacre: The Beginning
- 2006: Prison Break (Fernsehserie)
- 2007: Stirb langsam 4.0
- 2007: Monk (Fernsehserie, Folge 6x08)
- 2008: Untraceable
- 2008: Sons of Anarchy (Fernsehserie)
- 2008: Lost (Fernsehserie)
- 2012: The Cabin in the Woods
- 2012: Justified (Fernsehserie)
- 2018: The Ballad of Buster Scruggs
- 2020: Better Call Saul (Fernsehserie, Folge 5x04)
- 2021: Wrong Turn – The Foundation (Wrong Turn)